# Isaac Cassel
Isaac Oscar Cassel, född 1 juni 1881 i Bollnäs, död 13 oktober 1943 i Jönköping, var en svensk bankman.
Isaac Cassel var son till bruksägaren Carl Ludwig Cassel. Han var 1896–1909 anställd vid handelsföretag i Stockholm och 1911 i Hull. Åren 1909–1911 studerade han vid Handelshögskolan i Stockholm, 1911–1912 vid handelsfakulteten vid universitetet i Birmingham och 1912 vid arkiv och bibliotek vid handelshögskolan i Köln. Cassel var 1912–1918 auktoriserad revisor vid Stockholms handelskammare. Som sådan kom han att anlitas som sakkunnig och värderingsman vid en rad större affärstransaktioner. Åren 1915–1917 var han sakkunnig hos tobakscentralkommissionen, 1916–1917 suppleant i kontrollrådet och 1917–1918 överrevisor vid statskommissionerna. År 1918 blev Cassel direktör i Asea och chef för dess ekonomiavdelning. År 1922 blev han VD för Smålandsbanken i Jönköping och samtidigt vice ordförande i bankens styrelse. Från 1939 blev Cassel styrelseledamot i Svensk bankförening. Han är begravd på Askeryds kyrkogård.